# Marcus Kretzer
Marcus Kretzer, né à Hilden (Allemagne) le 9 mai 1965, est un pianiste classique et professeur de musique allemand. Depuis 1979, il donne régulièrement des récitals et des concerts avec des orchestres et des chefs célèbres dans le monde entier,. Son art de jouer au piano est décrit comme « Nouveau et inédit. Une sensibilité profonde, jouxtée d‘une autorité presque martiale. Un génie musical, mêlé à une virtuosité technique extraordinaire. Le jeu était autant spirituel, intelligente, savant, que subtil, émouvant, imbu d‘une tendresse presque irréelle. Le jeu d‘un vrai maître du clavier. ». En tant que pédagogue de piano, Kretzer agit en Allemagne et à l'étranger pour lequel sa méthode d'enseignement complète influe de manière durable sur la génération future de pianistes.

## Vie et formation
Kretzer a passé son enfance et sa jeunesse à Solingen. Il a grandi dans une maison musicale. Encouragé par sa mère à jouer au piano, il a eu ses premières leçons de piano à l'âge de sept ans et a décidé peu de temps de devenir pianiste de concert,. Le pianiste tchèque et pédagogue de piano Drahomir Toman, un petit-fils élu de Liszt et collègue de Friedrich Gulda, ont eu une grande influence, sur le développement musical de Kretzer jusqu‘à 1986 - de cette école sont aussi originaires les pianistes Ivan Klánský et Wolfgang Manz. Après l'école, Kretzer a étudié jusqu'à 1988 à l'Hochschule für Musik und Tanz Köln avec Aloys Kontarsky. À partir de 1988, il a poursuivi ses études à la Hochschule für Musik und Theater Hamburg, a décroché en 1993 des études de gestion culturelle supplémentaires avec Diplom et a complété ses études musicales en 1996 avec l‘examen de concert, interprétant le Concerto pour piano no 3 de Rachmaninov à Laieszhalle à Hambourg, causé une forte sensation.

## Compréhension de l'art
En tant qu'expert de l‘Antiquité romaine il a également étudié de 1996 à 1998 simultanément l'histoire romaine à l'université de Hambourg et la Science de la musique à la Hochschule für Musik und Theater Hamburg,. Avec sa compréhension holistique de l'art, qui lui fait traiter les arts visuels et les arts de la scène, avec la littérature, l‘histoire, l'archéologie et l'architecture, il est un représentant tardif de l'artiste universellement hautement éduqué, "romantique" type, également ici Claudio Arrau n'est pas différent, ce qui a inspiré d'autres artistes: ainsi les compositeurs Franck Adrian Holzkamp et Ulrich Skubella lui ont dédié, le poète Raymond Mair a écrit un sonnet,,, la femme peintre synesthésienne Lieselotte Leier a créé une peinture après avoir entendu jouer Kretzer.

## Contributions artistiques
Dans ses premiers récitals publics en Allemagne, Kretzer est apparu avec 14 ans, à l'étranger il a fait ses débuts avec 17 ans à Rudolfínum à Prague. Il a participé à de nombreux concours nationaux et internationaux de piano et de musique et a remporté huit Premier et une multiplicité de Deuxième Prix. Kretzer a joué dans presque tous les pays d'Europe, d'Afrique du Nord et du Sud et en Amérique centrale,. Sa carrière artistique l'a présenté à des chefs renommés tels que Daniel Barenboim, Michael Beck, Sebastian Beckedorff, Leonard Bernstein, Hernán Caceres, Sergiu Celibidache, Victor Costa, Luciano Di Martino, Antón Kolar, Sebastian Lang, Enrique Pérez Mesa, Gerd Schaller, Michael Schmidtsdorff, Edgar Seipenbusch, Saulius Sondeckis, Carlos Spierer, Patrick Strub, Christian Süß ou Jacques Wijnen. 
Il a joué avec des orchestres tels qu'Arcata Stuttgart, Bergisches Kammerorchester, Bergische Symphoniker, Hamburger Bachorchester, Orchestre symphonique de Hambourg, Orchestre de chambre de Lituanie, Magdeburgische Philharmonie, Orchestre symphonique national de Cuba, Orchestre symphonique national de Guatemala, Philharmonie der Nationen, Sinfonia Varsovia, Staatsorchester Braunschweig, Symphonie Orkest Eindhoven.
Il est apparu à plusieurs reprises dans les festivals de musique tels que le festival et la foire de musique Cubadisco, l‘Eisteddfod internationale en Afrique du Sud, l'Europäisches Klassikfestival Ruhr, le Mosel Musikfestival, le Rheinischer Klaviersommer, le Festival de Salzbourg ou le Schleswig-Holstein Musik Festival. 
Les autres activités artistiques de Kretzer incluent des coopérations multiples avec John Neumeier et le ballet de l'Opéra d'État de Hambourg, l'Institut Goethe et les Ambassades de la République fédérale d'Allemagne, accompagnement musique de chambre et vocal, ainsi que des apparences de radio et de télévision pour ARTE ETERNA CUBA, CUBAVISIÓN,, NDR, Radio Allegro Afrique du Sud, Radio Hambourg, Radio Schleswig-Holstein, RTL, Sat.1, WDR, ZDF. 
En tant que membre actif du Lions Clubs International, il donne répêté des concerts de charité dont les revenus contribuent à soutenir les diverses activités de bienfaisance de cette plus grande organisation non gouvernementale - le seul club de service qui appartient officiellement aux Nations unies.

## Pianisme
En raison de sa formation et de ses cours de perfectionnement avec Tatiana Nikolaïeva, Sviatoslav Richter, Aquiles et Nelson Delle-Vigne Fabbri, Homero Francesch, Yara Bernette et Fausto Zadra, son pianisme combine les écoles d'Europe de l'Est de Teodor Leszetycki et Heinrich Neuhaus avec la tradition sud-américaine de Vincenzo Scaramuzza - la presse établit des comparaisons avec Horowitz, Kissine et Zimerman, ou Arrau,, Argerich et Pollini. 
Le jeu de Kretzer est ainsi décrite comme une compréhension intellectuelle du texte, qui est en fait le secret de la légitimité d'une formation naturelle et émotionnellement justifiée. Il donne la place à l'inspiration du moment sans se perdre dans l'arbitraire ou les maniérismes. Il met la virtuosité manuelle au service d'articulations précises, de précision rythmique et d'une palette de couleurs destinée aux versets et à l'orchestrale dynamiques hautement polyvalents.

## Répertoire
Les objectifs programmatiques de Kretzer se situent sur les œuvres de Johann Sebastian Bach, également dans les versions orchestrales étendues de Busoni, sur les sonates de Domenico Scarlatti, les sonates et les concertos pour piano de Wolfgang Amadeus Mozart et Ludwig van Beethoven, sur les œuvres de Frédéric Chopin, Franz Liszt, Isaac Albéniz, Claude Debussy et Sergueï Rachmaninov. Son implication dans la musique contemporaine se reflète dans son enregistrement des œuvres de piano dodécaphonique du compositeur allemand de l'est Rudolf Halaczinsky (1922-1999),,,.
Selon la tradition romantique, Kretzer a créé des paraphrases sophistiquées et efficaces sur les tangos argentins et des transcriptions d'œuvres d'orchestre classiques pour un, deux et quatre pianos - ce dernier a joué en 2008 lors d'une tournée en Allemagne avec l'ensemble "Kla4",,,.

## Pédagogie
Au cours de ses études à Cologne, Kretzer a enseigné à l'École de musique et d'art de la jeunesse de Remscheid, où il a également dirigé le département du piano. En étudiant à la Hochschule für Musik und Theatre à Hambourg, il a été employé pour la première fois comme tuteur d'une classe majeure et de 1998 à 2001 en tant que professeur. Depuis 1989, Kretzer a donné des cours de maîtrise à la fois à la maison et à l'étranger, y compris au Festival de musique de Schleswig-Holstein, à l'Instituto Superior de Arte à La Havane / Cuba, au Edna Manley College of Visual and Performing Arts à Kingston / Jamaïque, Conservatorio de los tres Mundos, Grenade / Nicaragua, le Colegio San Agustin à David / Panama, le Conservatoire National de Musique à Saint-Domingue / République dominicaine. Ses étudiants ont été plusieurs gagnants dans de prestigieuses compétitions de piano. Avec sa méthode de jeu et d'enseignement du piano, il est certifié «pour avoir une grande influence sur les futurs diplômés des écoles secondaires et leur développement au niveau international».  Parmi ses étudiants les plus importants sont Natasha Garcia-Guinot,, Francisco Paredes-Llanes, Nora Maria Lastre ou Madarys Morgan Verdecia. Aujourd‘hui Kretzer fait la classe à la Hochschule Osnabrück en cours de piano et de musique de chambre.

## Récompenses et distinctions (sélection)
- 2002: Diplôme de Reconocimiento de l'Instituto Superior de Arte à La Havane / Cuba
- 1998: Bourse de la Fondation Konrad Adenauer, Berlin / Allemagne[39]
- 1996: 1er Prix "Primo Premio Assoluto" au "7° Concorso Pianistico Internazionale" à Rome / Italie
- 1995: 1er Prix au Concours International de Piano "Concours Musical de France" à Paris / France[40],[41]
- 1994: 1er Prix au Concours International de Piano "Cittá di Marsala" de Sicile
- 1993: Bourse "Masefield" de la Fondation Alfred Toepfer, Hambourg / Allemagne[42]
- 1993: Prix de la Konzertgesellschaft Munich / Allemagne[43]
- 1992: Bourse de LIONS CLUBS INTERNATIONAL
- 1990: Bourse du ZEIT, Hambourg / Allemagne
- 1984: 1er Prix au Bundeswettbewerb Jugend Musiziert à Nuremberg / Allemagne avec une subvention spéciale pour des réalisations extraordinaires
- 1983: 1er Prix au Concours de Piano Steinway à Hambourg / Allemagne [44]

## Discographie (sélection)
- Oeuvres de Bach et Liszt, MTM 2005
- L‘œuvre du piano de Rudolf Halaczinsky, RealSound 1999
- Live à Rome, Generali 1996